# Bematistes indentata
Bematistes indentata is een vlinder uit de familie van de Nymphalidae. De wetenschappelijke naam van de soort is voor het eerst gepubliceerd in 1895 door Arthur Gardiner Butler.
De soort komt voor in Kameroen en Angola.